# 奥古斯丁·巴里奥斯
奥古斯丁·皮奥·巴里奥斯（西班牙語：Agustín Pío Barrios，1885年5月5日—1944年8月7日），又名Agustín Barrios Mangoré，巴拉圭作曲家，吉他演奏家。他的父亲是阿根廷驻巴拉圭的领事，特别喜爱吉他，巴里奥斯很小就学习了吉他和巴拉圭竖琴等多种乐器。13岁时，他到亚松森学习音乐，不久就开始在南美各地公开演出。1934年，他还前往欧洲巡演，并获得了极高的评价。1939年他到萨尔瓦多任教，并卒于该国。巴里奥斯是历史上最伟大的吉他演奏家和作曲家之一，他的作品充分开发了吉他的表现力，同时又高雅脱俗，令人动容。